# Aziatische das
De Aziatische das (Meles leucurus) is een zoogdier uit de familie der marterachtigen (Mustelidae) die nauw verwant is aan de in Nederland en België voorkomende  gewone das (Meles meles). De wetenschappelijke naam van de soort werd voor het eerst geldig gepubliceerd door Brian Houghton Hodgson in 1847.

## Biotoop
Net als de gewone das komt de Aziatische das voor in loofbossen met open plekken of landbouwgronden met her en der bosopslag. Daarnaast leeft de Aziatische das ook in naald- en gemengde bossen, randen van dorpen en steden, steppen en halfwoestijnen.

## Verspreidingsgebied
De Aziatische das komt voor vanaf het stroomgebied van de Wolga, oostwaarts door Siberië, Centraal-Azië, Mongolië, grote delen van China, het Russische Verre Oosten en het Koreaans Schiereiland. Ten westen van de Wolga wordt de Aziatische das vervangen door de gewone das. De enige uitzondering is Biosfeerreservaat Zjigoeljovski, waar de Aziatische das op de rechteroever van de Wolga voorkomt. Een strook waarin de twee sympatrisch voorkomen bevindt zich tussen de bovenloop van de Wolga en het stroomgebied van de rivier Kama. In het Tiensjangebergte is de soort tot op 2.500 meter hoogte vastgesteld, maar komt mogelijk tot op 4.000 meter hoogte voor op het Tibetaans Hoogland.